# Inre-Småvattnet (Byske socken, Västerbotten)
Inre-Småvattnet är en sjö i Skellefteå kommun i Västerbotten och ingår i Byskeälvens huvudavrinningsområde. Sjöns area är 0,025 kvadratkilometer och den är belägen 172 meter över havet.